# Bion-M 1
O Bion M-1 (em russo: Бион-М) é um satélite russo robótico de pesquisas biológicas, ele faz parte da série Bion focada em medicina espacial.

## A missão
O primeiro da série de satélites Bion-M com animais a bordo, foi lançado em 19 de abril de 2013 do Cosmódromo de Baikonur, Cazaquistão, por um foguete 	Soyuz 2-1a. O Bion M-1 executou uma missão de 30 dias. A cápsula foi lançada em conjunto com vários pequenos satélites: OSSI-1, Dove 2, AIST 2, BEESat, SOMP e BEESat 2. O Bion M-1 retornou a Terra em 19 de maio de 2013, perto de Oremburgo na Rússia as 03:12 GMT.

## A cápsula
A cápsula é constituída de partes de duas antigas famílias de satélites espiões da antiga União Soviética: a unidade de pouso é a do Zenit; a unidade de instrumentos é a do Yantar. Essa cápsula foi fabricada pelo TsSKB-Progress.

## A carga
A "carga" para essa missão, foi composta por: 45 camundongos (três por gaiola), 15 lagartixas, 8 gerbos, 20 caracóis e peixes. A expectativa era a de que todos os animais sobrevivessem ao voo, mas devido a vários problemas com os equipamentos, muitos deles não sobreviveram ao voo, mas de qualquer forma, até os sobreviventes foram sacrificados para pesquisas.

A missão contou com a colaboração de cientistas da Alemanha, Canadá, Estados Unidos, Polônia, Países Baixos, entre outros.

## Ligações Externas
- Site Oficial (em russo)
- O lançamento do bioassistélite Bion-M está previsto para abril de 2013 (em russo)
- O lançamento do novo satélite "Bion-M" é novamente adiado (em russo)